# 주장시
주장시(중국어: 九江市, 영어: Jiujiang)는 중화인민공화국 장시성 북부에 위치한 지급시이다. 시구부는 장강 연안의 중요 항만 도시이다.

## 지리
북쪽으로 장강을 마주하며, 남쪽으로 명산 루산(廬山)(세계 유산)이 우뚝 솟아 있다. 시명의 유래는 《서경》 우공에 〈구강공은〉(九江孔殷)이라고 나오며 장강이 이 부근에서 여러 하천을 모아 수세를 강하게 하는 것을 말한다. 후베이, 안휘, 강서 삼성이 교차하며, 군사적 요충지이기도 하다.

## 역사
춘추시대는 오나라와 초나라의 땅이었으며, 전국시대에는 초나라에 속했다. 진나라 대에는 구강군이 설치되어 전한 초기에는 한때, 회남국이 자리잡기도 했졌지만, 곧 구강군에 함락당하고, 시상과 팽택 두 현이 설치되었다. 이후는 강주로 불리거나 구강군이 되기도 했지만, 원나라 대에 강서행성강주로가 설치되었고, 명나라 초기에 강서포정사사 예하의 구강부로, 청나라 대에는 강서성 구강부가 되었다. 청나라 말기에 들어서는 《태평천국》의 지배하에 들어간 적도 있었다.
1917년 중화민국 초기에는 구강시로 되었지만, 1936년에 중국 국민당이 집권한 국민정부에 의해서 구강현으로 강등되었고, 1949년 5월 7일 중국 공산당의 중국 인민해방군이 입성하고, 중화인민공화국 정권하에서 7월 19일 지우장 시 인민정부가 성립되었다.
문화대혁명의 시기에는 혁명위원회를 거쳐 1980년 성 직할시가 되었고, 1983년 시가 현을 관리하는 구급시로 승격했다. 1998년에는 장강의 홍수에 의해 홍수해를 입었다.

## 기후
| 주장시의 기후                                                 | 주장시의 기후 | 주장시의 기후 | 주장시의 기후 | 주장시의 기후 | 주장시의 기후 | 주장시의 기후 | 주장시의 기후 | 주장시의 기후 | 주장시의 기후 | 주장시의 기후 | 주장시의 기후 | 주장시의 기후 | 주장시의 기후 |
| 월                                                            | 1월           | 2월           | 3월           | 4월           | 5월           | 6월           | 7월           | 8월           | 9월           | 10월          | 11월          | 12월          | 연간          |
| ------------------------------------------------------------- | ------------- | ------------- | ------------- | ------------- | ------------- | ------------- | ------------- | ------------- | ------------- | ------------- | ------------- | ------------- | ------------- |
| 역대 최고 기온 °C (°F)                                        | 21.3 (70.3)   | 29.1 (84.4)   | 31.8 (89.2)   | 34.1 (93.4)   | 37.0 (98.6)   | 38.6 (101.5)  | 40.9 (105.6)  | 40.9 (105.6)  | 38.9 (102.0)  | 35.6 (96.1)   | 29.7 (85.5)   | 22.8 (73.0)   | 40.9 (105.6)  |
| 일평균 최고 기온 °C (°F)                                      | 8.0 (46.4)    | 11.0 (51.8)   | 15.5 (59.9)   | 22.1 (71.8)   | 27.1 (80.8)   | 29.8 (85.6)   | 33.7 (92.7)   | 32.6 (90.7)   | 28.7 (83.7)   | 23.5 (74.3)   | 17.2 (63.0)   | 10.9 (51.6)   | 21.7 (71.0)   |
| 일일 평균 기온 °C (°F)                                        | 4.9 (40.8)    | 7.5 (45.5)    | 11.5 (52.7)   | 17.8 (64.0)   | 22.8 (73.0)   | 26.1 (79.0)   | 29.8 (85.6)   | 28.7 (83.7)   | 24.8 (76.6)   | 19.6 (67.3)   | 13.3 (55.9)   | 7.3 (45.1)    | 17.8 (64.1)   |
| 일평균 최저 기온 °C (°F)                                      | 2.6 (36.7)    | 5.0 (41.0)    | 8.6 (47.5)    | 14.5 (58.1)   | 19.5 (67.1)   | 23.3 (73.9)   | 26.7 (80.1)   | 25.9 (78.6)   | 22.1 (71.8)   | 16.7 (62.1)   | 10.4 (50.7)   | 4.8 (40.6)    | 15.0 (59.0)   |
| 역대 최저 기온 °C (°F)                                        | −4.2 (24.4)   | −5.3 (22.5)   | −1.0 (30.2)   | 3.6 (38.5)    | 10.0 (50.0)   | 14.5 (58.1)   | 19.8 (67.6)   | 17.8 (64.0)   | 14.3 (57.7)   | 5.6 (42.1)    | −0.7 (30.7)   | −6.7 (19.9)   | −6.7 (19.9)   |
| 평균 강수량 mm (인치)                                         | 80.7 (3.18)   | 99.2 (3.91)   | 147.6 (5.81)  | 166.6 (6.56)  | 186.0 (7.32)  | 229.3 (9.03)  | 170.0 (6.69)  | 123.3 (4.85)  | 74.3 (2.93)   | 73.5 (2.89)   | 73.5 (2.89)   | 54.0 (2.13)   | 1,478 (58.19) |
| 평균 강수일수 (≥ 0.1 mm)                                      | 12.6          | 12.4          | 15.9          | 14.5          | 13.9          | 14.1          | 10.7          | 11.2          | 8.1           | 8.5           | 10.3          | 9.4           | 141.6         |
| 평균 강설일수                                                 | 3.6           | 2.2           | 0.6           | 0             | 0             | 0             | 0             | 0             | 0             | 0             | 0.1           | 1.5           | 8             |
| 평균 상대 습도 (%)                                            | 76            | 75            | 75            | 74            | 74            | 79            | 74            | 77            | 76            | 72            | 74            | 72            | 75            |
| 평균 월간 일조시간                                            | 86.0          | 90.3          | 109.6         | 135.3         | 148.8         | 133.9         | 197.0         | 188.7         | 158.0         | 152.5         | 124.4         | 113.0         | 1,637.5       |
| 가능 일조율                                                   | 26            | 29            | 29            | 35            | 35            | 32            | 46            | 47            | 43            | 43            | 39            | 36            | 37            |
| 출처: 중국기상국 (평년값: 1991년~2014년, 극값: 1981년~2010년) |               |               |               |               |               |               |               |               |               |               |               |               |               |

## 주민
99.8%가 한족이고 주민 등록 상에는 25개의 소수 민족이 거주하지만 100명 이상의 민족은 후이족, 먀오족, 투자족, 서족이 있다.
장시에서 사용되는 전형적인 언어인 간어와 달리 주장에서는 만다린어 방언을 사용한다.

## 행정 구역
3개의 시할구, 3개의 현급시, 7개의 현, 3개의 관리구가 있다.
시할구
- 쉰양 구(浔阳区)
- 롄시 구(濂溪区)
- 차이쌍 구(柴桑区)

현급시
- 뤼창 시(瑞昌市)
- 궁칭청 시(共青城市)
- 루산 시(庐山市)

현
- 우닝 현(武宁县)
- 슈수이 현(修水县)
- 융슈 현(永修县)
- 더안 현(德安县)
- 두창 현(都昌县)
- 후커우 현(湖口县)
- 펑쩌 현(彭泽县)

관리구

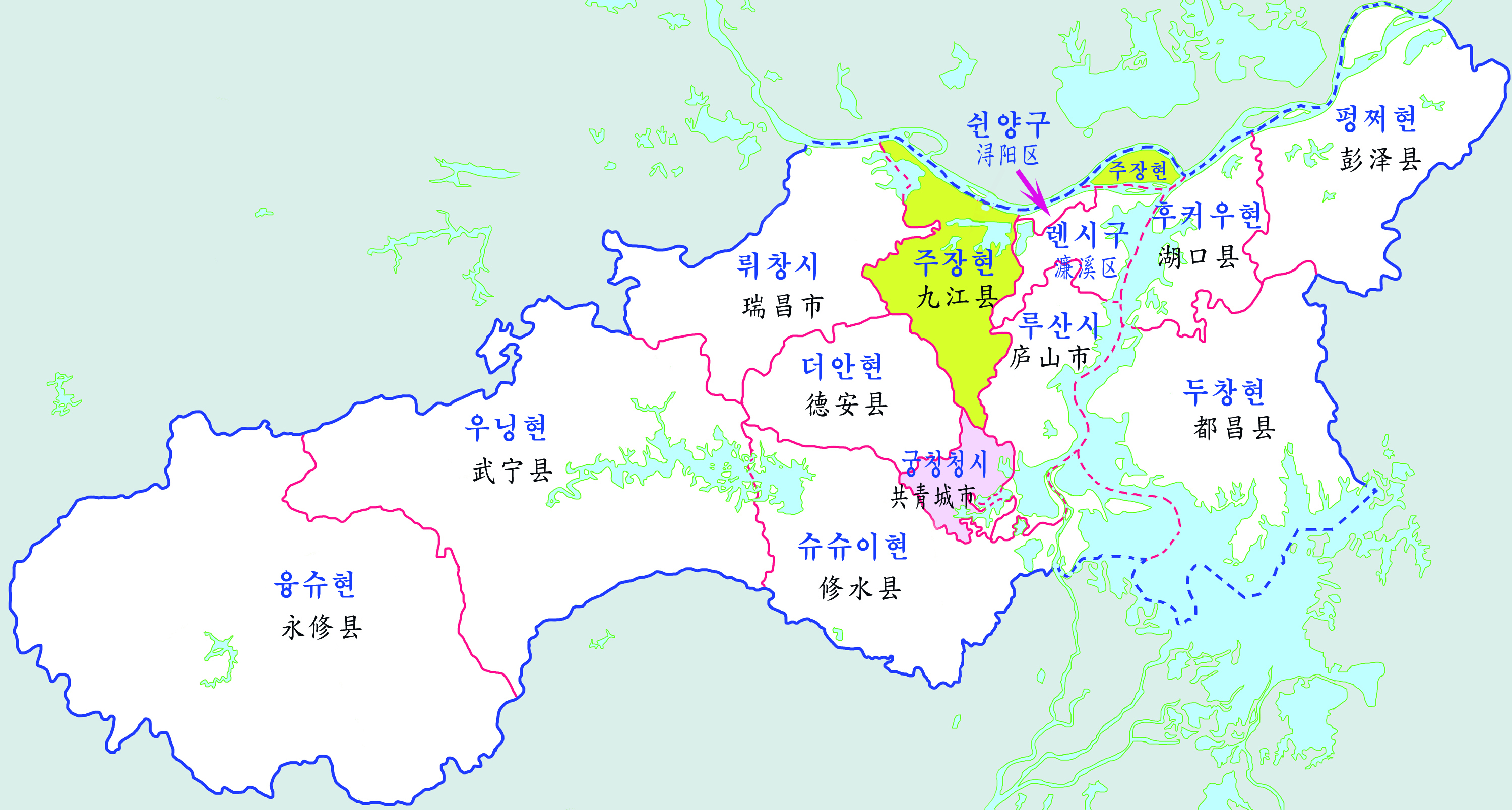
주장 시 행정구역

- 주장 경제기술개발구 (九江经济技术开发区)
- 루산풍경명승구 (庐山风景名胜区)

## 관광

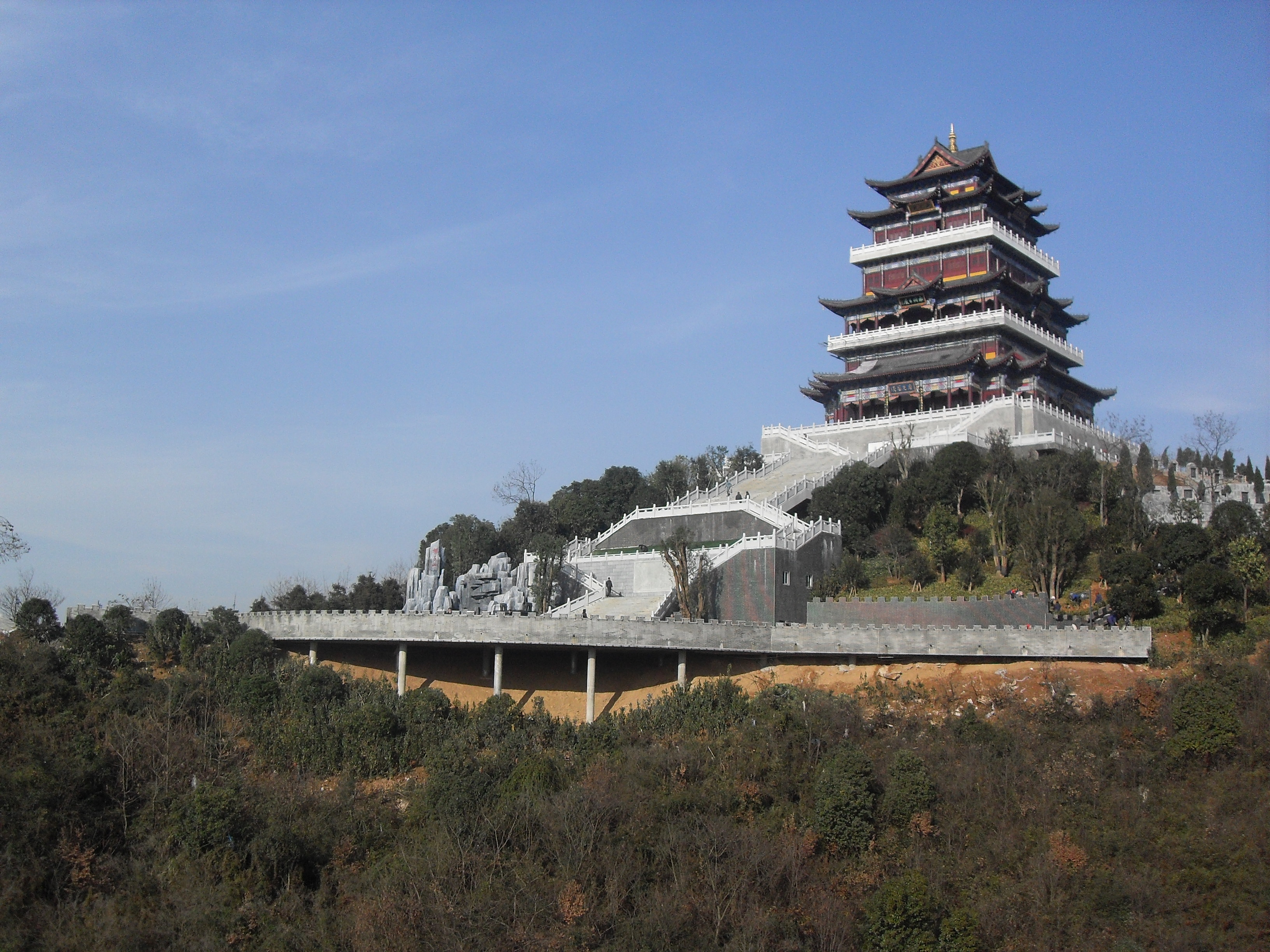
난샨 공원

- 루산 - 루산풍경명승구로 지정되어 있으며, 도심의 남쪽에 자리잡고 있다. 1996년 세계자연유산으로 등록 되었다.

## 자매 도시
- 미국 루이빌
- 핀란드 카야니
- 슬로베니아 코페르

## 같이 보기
- 조계지